# Zwevegem-Knokke
Zwevegem-Knokke, of kortweg Knokke, is een gehucht in het zuiden van de Belgische provincie West-Vlaanderen. Het ligt in de gemeente Zwevegem, op de grens van de deelgemeenten Moen, Heestert en Zwevegem zelf. Knokke ligt aan het Kanaal Bossuit-Kortrijk, langs de N8 die er het kanaal oversteekt. De brug vormt de grens tussen de 3 deelgemeenten.

## Parochie
Zwevegem-Knokke heeft zijn eigen parochie kerk. Het gehucht kreeg in 1938 zijn eigen parochie. De Sint-Maria-Bernardakerk werd in 1953-1955 gebouwd en werd door Mgr. De Smedt plechtig ingewijd. Sinds het ontstaan van de parochie stonden reeds 8 priesters aan het hoofd:
- 1938-1953 : Jozef Thiers
- 1953-1959 : Jozef Vereecke
- 1959-1966 : Jozef Verhelst
- 1966-1985 : Frans Bossaert
- 1985-1993 : Gerard Lietaer
- 1993-1999 : José Lefevere
- 1999-2010 : Dominiek Vercruysse
- 2010-... : Daniël Verstraete

Voor de overplaatsing van E.H. Vercruysse was het aantal misdienaars reeds gestegen tot zo'n 121 jongeren. Dit was het grootste aantal misdienaars in een Vlaamse parochie.

## Nabijgelegen kernen
Zwevegem, Heestert, Moen
Deelgemeenten: Heestert · Moen · Otegem · Sint-Denijs · Zwevegem

Overige plaatsen: Kappaert · Zwevegem-Knokke

Belgische gemeenten · Arrondissement Kortrijk · West-Vlaanderen · Vlaanderen